# NGC 2514
NGC 2514 je galaksija u zviježđu Raku.

## Vanjske poveznice
- SEDS: NGC 2514